# Шовальтер, Эдвард Райтор
Эдвард Райтор Шовальтер-младший (24 декабря 1927 — 21 ноября 2003) — офицер армии США, участник Корейской и Вьетнамской войны. Удостоился высшей американской военный награды — медали Почёта, за командование ротой в ходе штурма укреплённой позиции и за то, что продолжал командовать после серьёзного ранения.

## Биография
Шовальтер родился 24 декабря 1927 года в г. Новый Орлеан, штат Луизиана в семье Эдварда Шовальтера-старшего и Рут Джонсон. По завершении хай-скул Метэри в общине Метэри в июне 1945 года он поступил на торговый флот в последние месяцы второй мировой войны. Затем он закончил Виргинский военный институт в г. Лексингтон, штат Виргиния. В 1951 году при выпуске из института он получил звание второго лейтенанта армии США. Затем он был повышен в звании до первого лейтенанта и служил в Корее в составе роты А 31-го пехотного полка 7-й пехотной дивизии.
14 октября 1952 года рота Шовальтера была избрана для острия наступления на укреплённую китайскую позицию, известную как высота «Джейн Рассел» близ Кумхва у современной границы между Северной и Южной Кореями. Шовальтер повёл роту на штурм высоты. Рота попала под плотный обстрел из лёгкого стрелкового оружия и миномётов, под дождём гранат. Шовальтер получил два ранения по касательной в руку и лодыжку, после чего был сражён выстрелом снайпера. Пуля угодила в его каску и застряла в коже под его правым ухом. Очнувшись, Шовальтер отказался от медицинской помощи и повёл своих солдат дальше. После ещё одного ранения осколками гранаты в правую часть тела он опять отказался от медицинской помощи и продолжил командовать ротой А, пока высота не была взята.
За эти действия Шовальтер удостоился медали Почёта. Примерно через четыре месяца ему была вручена медаль президентом Эйзенхауэром на церемонии в Белом доме. На его родине в приходе Джефферсон в его честь был проведён военный парад, власти прихода подарили ему машину. Мэр города Новый Орлеан Чип Моррисон подарил ему ключи от города.
В дальнейшем Шовальтер дослужился до полковника и совершил две командировки на Вьетнамскую войну. В 1977 году он ушёл в отставку. Кроме медали Почёта он был награждён Серебряной звездой и двумя Пурпурными сердцами.
В 1960 году Шовальтер окончил ускоренные курсы Пехотной школы армии США и в 1964 году командной-штабной армейский колледж.
Шовальтер женился после Корейской войны. У него и его жены Бонни было пять детей. Двое из его сыновей также были на военной службе. После его отставки семья поселилась в г. Оберн, штат Алабама . Шовальтер умер 21 ноября 2003 года в возрасте 75 лет и был похоронен на кладбище Форт-Беннинга, штат Джорджия.

### Наградная запись к медали Почёта
Первый лейтенант Шовальтер, командуя ротой А, отличился благодаря выдающейся храбрости и неукротимому мужеству при выполнении и перевыполнении долга службы в бою с врагом. Получив приказ захватить и занять ключевой подход к основной цели, первый взвод его роты попал под плотный ужасный обстрел из лёгкого стрелкового оружия, гранат и миномётов в 50 ярдах от вражеского опорного пункта, наступление было остановлено, рота понесла потери. Второй взвод выдвинулся на помощь в эту точку, несмотря на ранение, первый лейтенант Шовальтер продолжал идти на остриё атаки. Близ цели он получил серьёзное ранение осколком гранаты но отказавшись от медицинской помощи повёл своих людей в траншеи и приступил к выбиванию противника из бункера гранатами. Внезапно он снова был ранен выстрелом из скрытого укрытия в траншее. Несмотря на мучения от ран он отказался сдать командование, и продолжил отдавать приказы и вдохновлять своих людей, пока господствующая высота не была захвачена, а он не был эвакуирован. Своей неустрашимой храбростью, необычайным героизмом и вдохновляющим лидерством первый лейтенант Шовальтер заслужил высочайшую честь для себя и поддержал высочайшие традиции военной службы.
Оригинальный текст (англ.)
1st Lt. Schowalter, commanding, Company A, distinguished himself by conspicuous gallantry and indomitable courage above and beyond the call of duty in action against the enemy. Committed to attack and occupy a key-approach to the primary objective, the 1st Platoon of his company came under heavy vicious small-arms, grenade, and mortar fire within 50 yards of the enemy-held strongpoint, halting the advance and inflicting several casualties. The 2d Platoon moved up in support at this juncture, and although wounded, 1st Lt. Schowalter continued to spearhead the assault. Nearing the objective he was severely wounded by a grenade fragment but, refusing medical aid, he led his men into the trenches and began routing the enemy from the bunkers with grenades. Suddenly from a burst of fire from a hidden cove off the trench he was again wounded. Although suffering from his wounds, he refused to relinquish command and continued issuing orders and encouraging his men until the commanding ground was secured and then he was evacuated. 1st Lt. Schowalter's unflinching courage, extraordinary heroism, and inspirational leadership reflect the highest credit upon himself and are in keeping with the highest traditions of the military service.
— 